# Pagine Rosse
Pagine Rosse (sottotitolo: «Rivista quindicinale») è stato un periodico socialista di orientamento marxista, organo della frazione fusionista del Partito Socialista Italiano, e di quella terzinternazionalista che nell'ottobre 1924, dopo la chiusura del periodico, confluì nel Partito Comunista d'Italia.

## Lista parziale di collaboratori
- Giacinto Menotti Serrati
- Fabrizio Maffi
- Ezio Riboldi
- Francesco Buffoni
- Mario Malatesta
- Cesare Campioli